# جنرال موتورز آرژانتین
جنرال موتورز آرژانتین (انگلیسی: General Motors de Argentina) شرکت خودروسازی آرژانتینی آمریکایی است، که در سال ۱۹۲۵ توسط شرکت جنرال موتورز تأسیس شد.
دفتر مرکزی این شرکت در حال حاضر در ویسنته لوپز، بوئنوس آیرس قرار دارد و کارخانه آن در آلوئار، استان سانتافه واقع شده است.
خودروهای جنرال موتورز در سال ۱۹۲۲ از طریق دو واردکننده که اولین مدل‌های شورولت را به این کشور آوردند، به آرژانتین رسید. این شرکت در سال ۱۹۲۵، تقریباً ۱۷ سال پس از ایجاد کارخانه آمریکایی، تأسیس شد و ابتدا در سن تلمو مستقر شد و سپس به محله باراکاس نقل مکان کرد. سال‌ها بعد، این شرکت تأسیسات خود را در مکان تاریخی شهر سن مارتین بوئنوس آیرس تأسیس کرد. در طول این دوره، این شرکت مدل‌هایی از برندهای شورولت، اولدزموبیل، کادیلاک، پونتیاک، لاسال، اوکلند، مارکت، بیوک و اوپل را تولید کرد که اولین آنها موفقیت‌آمیز بود.
با نصب کارخانه سن مارتین، تولید اولین شورولت‌های ۱۰۰٪ ملی آغاز شد، از جمله شورولت ۴۰۰، هر دو نسخه مشتق شده از شورولت نوا و وانت سی-۱۰ و اوپل کی ۱۸۰. با وجود اینکه این شرکت مدتی رهبری بازار را در دست داشت، کاهش شدید فروش باعث تعطیلی آن در سال ۱۹۷۸ شد.
با وجود این تعطیلی، شرکت‌هایی مانند سیویل و رنو آرژانتین تا سال ۱۹۹۴ مجوز تولید وانت‌های شورولت در آرژانتین را دریافت کردند، تا اینکه جنرال موتورز دوباره فعالیت خود را در این کشور آغاز کرد. از آن زمان به بعد، جنرال موتورز سدان‌های شورولت را تولید کرده است.